# Arbyrd
Arbyrd és una població dels Estats Units a l'estat de Missouri. Segons el cens del 2000 tenia 528 habitants.

## Demografia
Segons el cens del 2000, Arbyrd tenia 528 habitants, 230 habitatges, i 143 famílies. La densitat de població era de 203,9 habitants per km².
Dels 230 habitatges en un 23,5% hi vivien nens de menys de 18 anys, en un 48,7% hi vivien parelles casades, en un 8,3% dones solteres, i en un 37,4% no eren unitats familiars. En el 34,8% dels habitatges hi vivien persones soles el 17% de les quals corresponia a persones de 65 anys o més que vivien soles. El nombre mitjà de persones vivint en cada habitatge era de 2,3 i el nombre mitjà de persones que vivien en cada família era de 2,91.
Per edats la població es repartia de la següent manera: un 24,1% tenia menys de 18 anys, un 7,4% entre 18 i 24, un 23,9% entre 25 i 44, un 27,1% de 45 a 60 i un 17,6% 65 anys o més.
L'edat mediana era de 42 anys. Per cada 100 dones de 18 o més anys hi havia 96,6 homes.
La renda mediana per habitatge era de 25.438 $ i la renda mediana per família de 28.929 $. Els homes tenien una renda mediana de 24.432 $ mentre que les dones 16.563 $. La renda per capita de la població era de 12.504 $. Entorn del 14,3% de les famílies i el 23,8% de la població estaven per davall del llindar de pobresa.

## Poblacions més properes
El següent diagrama mostra les poblacions més properes.